# Louise Erhartt

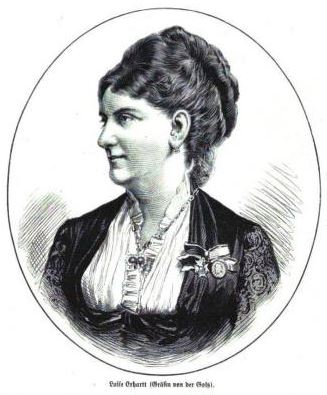
Louise Erhartt, vor 1837

Louise Erhartt (* 22. Februar 1844 in Wien; † 17. Mai 1916 in Wiesbaden) war eine deutsche Theaterschauspielerin österreichischer Herkunft.

## Leben
Bereits während ihrer Kindheit erhielt Erhartt, die bereits früh ihre Mutter Antonie Erhartt 1853 verloren hatte, Schauspielunterricht durch die Burgschauspielerin Anna Zeiner. Mit deren Hilfe konnte sie bereits 1859 am Hoftheater in Kassel in der Rolle des Käthchens erfolgreich debütieren. Bereits im darauffolgenden Jahr wurde sie ans Dessauer Hoftheater engagiert. Von dort aus ging sie für kurze Zeit ans Hoftheater nach Hannover und bekam 1864/65 ein Engagement als „tragische Liebhaberin“ in Wiesbaden.
1864 holte man Louise Erhartt nach Berlin, wo sie in der Rolle der Julia ein erfolgreiches Debüt feiern konnte. Auch mit ihren weiteren Rollen erwies sie sich als würdige Nachfolgerin von Ida Pellet erwies.
1868 heiratete Erhartt in Berlin den Generalleutnant Graf Karl August von der Goltz (1841–1921) und hatte mit ihm einen Sohn, Karl August von der Goltz (1869–1954). Am 31. Mai 1878 gab sie in der Rolle der „Maria Stuart“ ihre Abschiedsvorstellung und ging noch im selben Jahr zusammen mit ihrer Familie nach Erfurt; später ließen sie sich in Stettin nieder.

## Rezeption
Unterstützt von einer glücklichen äußern Begabung, atmeten alle ihre Gebilde die edelste Weiblichkeit; Innigkeit und Leidenschaft standen ihr in allen Abstufungen zu Gebote. In den ersten Jahren waren Gretchen, Klärchen, Desdemona ihre beliebtesten Rollen. Unter denen, die sie später mit Meisterschaft darstellte, heben wir hervor: Pompadour, Orsina, Lady Milford, Adelheid von Waldorf, Franziska von Hohenheim, Leonore von Este, Iphigenia. Auch in Repräsentationsrollen – Salondamen – leistete sie durch feine Tournüre Ausgezeichnetes.

„Gestalten, die wie ein verschlossener Turm voraus stehen, an denen wir wohl mit Ehrfurcht emporschauen, die wir aber nicht in ihrem tiefsten Innern begreifen können, liegen nicht in dem für Frau Erhartt passenden Feld der Darstellung. Diese Innigkeit, diese bestrickende Weichheit in Ton und Mienen erschweren ihr oft die richtige Verkörperung mancher Rolle“

## Rollen (Auswahl)
- Käthchen – Das Käthchen von Heilbronn (Heinrich von Kleist)
- Julia – Romeo und Julia (William Shakespeare)
- Desdemona – Othello (William Shakespeare)
- Gräfin Orsina – Emilia Galotti (Gotthold Ephraim Lessing)
- Lady Milford – Kabale und Liebe (Friedrich Schiller)
- Leonore von Este – Torquato Tasso (Johann Wolfgang von Goethe)
- Iphigenia – Iphigenie auf Tauris (Johann Wolfgang von Goethe)
- Gretchen – Faust. Eine Tragödie (Johann Wolfgang von Goethe)
- Klärchen – Egmont (Johann Wolfgang von Goethe)
- Adelheid von Walldorf – Götz von Berlichingen (Johann Wolfgang von Goethe)
- Preciosa – Preciosa (Pius Alexander Wolff)
- Portia – Der Kaufmann von Venedig (William Shakespeare)
- Maria Stuart – Maria Stuart (Friedrich Schiller)
- Leopoldine – Der beste Ton (Karl Toepfer)
- Kriemhild – Die Nibelungen (Christian Friedrich Hebbel)
- Beatrice – Die Braut von Messina (Friedrich Schiller)
- Leonore – Die Verschwörung des Fiesko zu Genua (Friedrich Schiller)